# Byrsalepis
Byrsalepis är ett släkte av skalbaggar. Byrsalepis ingår i familjen Melolonthidae.
Kladogram enligt Catalogue of Life:
| Byrsalepis | \| \| Byrsalepis mikindana \| \| \| \| \| \| Byrsalepis nyassica \| \| \| \| \| \| Byrsalepis rhodesiana \| \| \| \| |
|            | \| \| Byrsalepis mikindana \| \| \| \| \| \| Byrsalepis nyassica \| \| \| \| \| \| Byrsalepis rhodesiana \| \| \| \| |
|            | Byrsalepis mikindana                                                                                                 |
|            | |
|            | Byrsalepis nyassica                                                                                                  |
|            | |
|            | Byrsalepis rhodesiana                                                                                                |
|            | |